# 柴田あゆみ
柴田 あゆみ（しばた あゆみ、1984年2月22日 - ）は、日本の歌手。女性アイドルグループ「メロン記念日」の元メンバー。愛称は柴ちゃん、みゅん。神奈川県出身。夫は元プロ野球選手の南昌輝。

## 略歴
1999年
- 「第2回モーニング娘。&平家みちよ妹分オーディション」に約4,000人の中から合格。同時に合格した斉藤瞳・村田めぐみ・大谷雅恵と共に「メロン記念日」を結成。2000年2月にデビュー。

2001年
- 笠木望監督のドラマ『サイボーグしばた』に主演。

2002年
- 9月、紺野あさ美・新垣里沙と共に3代目「タンポポ」に加入。

2003年
- 9月9日、ハロー!プロジェクトフットサルチーム（後のGatas Brilhantes H.P.）に参加。
- 9月20日、銀座・福家書店にて写真集『ayumi2』出版記念握手会。400mの長蛇の列が出来て2500人超の人が集まり同店の持つ記録を更新。（当時）
- おおなりてつや監督のドラマ『サイボーグしばた』『新サイボーグしばたっ!!』『闘え!!サイボーグしばた3（さん）』に主演。

2006年
- 2月15日 - 19日、舞台『ハロ☆プロ オンステージ!2006 日本青年館公演 友情と魔法のトランプ〜スター楽屋裏物語』で、急性腸炎の発症により降板した後藤真希の代役として主演。
- 3月9日 - 12日、ミュージカル「Girl's Knight」公演で座長を務めた。

2009年
- 8月23日、メロン記念日ライブハウスツアー2009「凱旋」の横浜公演で、地元の同級生をゲストとして呼び、相川七瀬の「夢見る少女じゃいられない」を披露した。

2010年
- 5月3日、メロン記念日が解散。解散後はソロ歌手を目指し芸能活動を継続する模様[3]。
- 5月5日、解散後初の活動としてTwitterを開始する。
- 5月10日、4月28日付で、Gatas Brilhantes H.P.を引退したことが発表された[4]。
- 7月14日、所属事務所をアップフロントエージェンシー（現在のアップフロントプロモーション）からTrick Functionに移籍したことが発表された[5]。
- 11月、事務所移籍後から撮影を続けてきた、本人作詞のソロ楽曲入りフォトブック『YOU＆I』を限定発売。21日には発売記念イベントを開催し、ファンの前に姿を見せた。

2011年
- 4月16日、東京の代々木公園にて、『負けるものか!!頑張れ東北!!!』と題した「東北地方太平洋沖地震」の募金活動をメロン記念日の元メンバー全員で行った[6]。
- 9月11日、ソロアーティストとして11月にシングル「believe」でCDデビューすることを発表[7][2][8]。

2012年
- 5月14日、新宿LOFTで1stワンマンライブ「BACK IN LOFT」を開催。
- 7月25日、西武ドームでの埼玉西武ライオンズ対千葉ロッテマリーンズ11回戦の始球式を務める（NACK5のレギュラー番組を通じてのオファー。なお、本人は巨人ファンである）。

2013年
- 3月29日、下北沢GARDENで2ndワンマンライブ「ひと欠片のキセキ」を開催。
- 5月31日、所属事務所Trick Functionとの契約満了を報告。歌手活動は継続していたが、パチンコ店でトークイベントや実践イベントを中心に活動していた。
- 11月17日、Twitterで新たな事務所SMCエンタテインメントに所属したことと、ロックを中心にayumi shibataとして再始動することを報告した。18日にオフィシャルサイトが開設され、2014年の2月19日にロックカバーアルバムのリリース、22日の誕生日に渋谷WWWでワンマンライブを行うことも発表した。

2016年
- 1月26日、プロ野球・千葉ロッテマリーンズ選手の南昌輝と結婚していたことが新聞報道により明らかにされた[9]。同日自身の公式サイトで結婚を正式発表するとともに、3月4日のワンマンライブをもって全ての芸能活動を休止することも発表した[10]。

2024年
- 2月18日、Instagramを開始[11]。

## 人物
- 昭和女子大学附属昭和中学校卒業→昭和女子附属は芸能活動が禁止されていた為に、高校は通信高校。(インスタライブで本人談)
- メロン記念日では「ナチュラル担当」であった。
- 2010年5月に解散した女性歌手グループ、女性アイドルグループ「メロン記念日」の元メンバー[2]。同月までアップフロントエージェンシー（現在のアップフロントプロモーション）に所属していた。2013年5月31日までTrick Functionに所属し[12]、同年11月18日よりSMCエンタテインメント所属。
- 石川梨華とはデビュー直後からの親友。
- Gatas Brilhantes H.P.（ガッタス ブリリャンチス H.P.）に在籍していた。ポジションはアラで、安定した守備力と正確なパス回しでチームのバランスを取り、キックインやCKなどのセットプレー時にはよくキッカーを任されていた。その守備力からフィクソを務める試合も多かった。
- 瞳や歯の特徴等から、「ガチャピンに似ている」とファンに指摘され話題に上った。その際メンバーから「確かに似ている」「あんな人気者に似ていると言われるのは良い事だ」といったコメントを受け、半ば強引ながら「ガチャピン似」は本人公認となり、以後も定着している。
- アニメ『クレヨンしんちゃん』の野原しんのすけの物真似はメロン記念日時代からの十八番[13]。2011年10月13日に下北FMの番組3本にゲスト出演した際には、野原しんのすけのほか、真矢みき、平井理央、ビートたけしなどの物真似を披露した[13]。
- 既婚の兄がおり、その兄の子である甥が2人いる。

## 作品

### シングル
- believe（2011年11月2日、クライムミュージックエンタテインメント、初回限定盤：FUCD-9002、通常盤：FUCD-1034）[7][2][8]
- セツナ（2012年3月28日、クライムミュージックエンタテインメント、初回限定盤：FUCD-9003、通常盤：FUCD-1037）
- ひと欠片のキセキ（2013年2月20日、クライムミュージックエンタテインメント、FUCD-1044）

#### 配信限定
- GENKI（2011年9月21日、UNIVERSAL D）[7][2][8]
- Babyrock（2015年7月22日、SMC RECORDS、会場限定盤CD：SMC-1017） - ayumi shibata 名義

### カバーアルバム
- kick start（2014年2月19日、SMC RECORDS、XQMJ-1001） - ayumi shibata 名義

## 出演

### テレビ
- メディア見たもん勝ち!ゼルマ（2004年4月17日・6月12日 - 19日、フジテレビ）
- 二人ゴト（2004年7月5日 - 13日、テレビ東京）
- 魔女っ娘。梨華ちゃんのマジカル美勇伝（2004年11月16日 - 22日、テレビ東京）
- 娘DOKYU!（2005年8月18日 - 2006年9月29日、テレビ東京）

### ラジオ
- 柴田あゆみの気分はメロンメロン（2002年1月4日 - 2004年3月25日、TOKYO FM、JFN系「しんドル」内）
- タンポポ編集部 OH-SO-RO!（2002年9月24日 - 2003年9月23日、TBSラジオ）
- MBSヤングタウン土曜日（2004年4月10日 - 2006年3月、MBSラジオ） 準レギュラー
- TBC FUNふぃーるど・モーレツモーダッシュ（2005年6月27日 - 7月8日・9月12日 - 16日・26日 - 30日・2006年2月27日 - 3月10日・6月26日 - 7月7日・10月16日 - 27日・2007年3月26日 - 4月6日・7月2日 - 13日・8月27日 - 9月7日・12月10日 - 21日・2008年3月3日 - 14日、東北放送）
- STROBE NIGHT!（2011年4月5日 - 2013年3月27日、NACK5）火曜パーソナリティー

### インターネット
- 第2回、第20回ハロプロビデオチャット（2005年3月18日・8月2日、ハロー!プロジェクト on フレッツ）

### イベント
- 2005年4月度、7月度ハロー!プロジェクト FC限定イベント（2005年4月7日・18日・7月12日・13日、パシフィックヘブン）

### 舞台
- 劇団シニアグラフィティ 旗揚げ公演 昭和歌謡シアター「終着駅」（2006年5月23日 - 29日、新宿スペース107）
- 劇団シニアグラフィティ 第5回公演 昭和歌謡シアター「東京」（2007年6月9日 - 17日、新宿スペース107）
- 大人の麦茶 第十五杯目公演「ネムレナイト2008」（2008年6月18日 - 22日、紀伊國屋ホール）
- 「ミコトマネキン」作・演出:中村純壱郎（トノチョ'）（2009年4月23日 - 5月2日、赤坂レッドシアター）

### ライブ
ソロデビュー以降の主な出演ライブ
- LIVE IN LANDMARK X'mas Night Fm yokohama×音霊番外編“parallel world〜みんなで楽しんじゃいなよスペシャル〜”（2011年12月19日、横浜ランドマークホール）
- 柴田あゆみ 1st. ONE MAN LIVE「BACK IN LOFT」（2012年5月14日、新宿LOFT）
- FREEDOM LIVE（2012年8月10日、心斎橋AVENUE A）
- 音霊 OTODAMA SEA STUDIO 2012「夏の浜辺の一本勝負!アニソン meets アイドル!VOL.2 Supported by アイパラ」（2012年8月20日、音霊 OTODAMA SEA STUDIO）
- GIRLS ON THE RUN vol.1（2012年9月21日、下北沢Garden）
- 天空のクリスマスナイト2012（2012年12月23日、サンシャイン60展望台）
- 柴田あゆみ VS企画シリーズ Vol.1 〜東京編〜（2012年12月30日、渋谷CHELSEA HOTEL、wacciとの対バン）
- 柴田あゆみ VS企画シリーズ Vol.2 〜埼玉編〜（2013年1月27日、西川口Hearts、齊藤ジョニーとの対バン）
- 柴田あゆみ 2nd. ONE MAN LIVE「ひと欠片のキセキ」（2013年3月29日、下北沢Garden）
- ayumi shibata live 2014 "awake"（2014年5月1日、東京・新宿LOFT / 6月21日、東京・渋谷 eggman / 22日、名古屋・ハートランドスタジオ / 7月12日、大阪・南堀江 Knave）※ソロとして初の東名阪ツアー、渋谷 eggmanは追加公演。
- ayumi shibata cirquit tour 2015 〜early summer typhoon〜（2015年5月29日、神奈川・横浜BAYSIS / 31日、茨城・mito LIGHT HOUSE / 6月11日、愛知・名古屋UPSET / 14日、埼玉・HEAVEN'S ROCK 熊谷 VJ-1 / 18日、京都・京都 VOXhall / 19日、兵庫・神戸 VARIT. / 21日、山梨・甲府 CONVICTION / 25日、埼玉・HEAVEN'S ROCK さいたま新都心 VJ-3 / 30日、栃木・HEAVEN'S ROCK 宇都宮 VJ-2 / 7月1日、神奈川・F.A.D YOKOHAMA）
- 稲葉貴子バースデーライブ '24 〜Ultra Attchu Fes!〜（2024年3月16日、目黒・Blues Alley Japan、夜公演） - ゲスト出演[14]

## 書籍

### 写真集
- あゆみ（2002年6月8日、ワニブックス） - ISBN 4-8470-2711-6。
- ayumi2（2003年9月17日、ワニブックス） - ISBN 4-8470-2777-9。

## 所属ユニット
- メロン記念日（2000年 - 2010年）
- シャッフルユニット
  - 7人祭（2001年）
  - おどる♥11（2002年）
  - 11WATER（2003年）
  - H.P.オールスターズ（2004年） - C/Wの「三角関係」を松浦亜弥、稲葉貴子、大谷雅恵とともに歌っている。
  - エレジーズ（2005年）
- タンポポ（2002年 - 2009年）
- Gatas Brilhantes H.P.（2003年 - 2010年）